# Mitra idae
Mitra idae är en snäckart som beskrevs av James Cosmo Melvill 1893. Arten är uppkallad efter den amerikanska konkologen Ida Shepard Oldroyd. Mitra idae ingår i släktet Mitra och familjen Mitridae. Inga underarter finns listade i Catalogue of Life.

## Bildgalleri

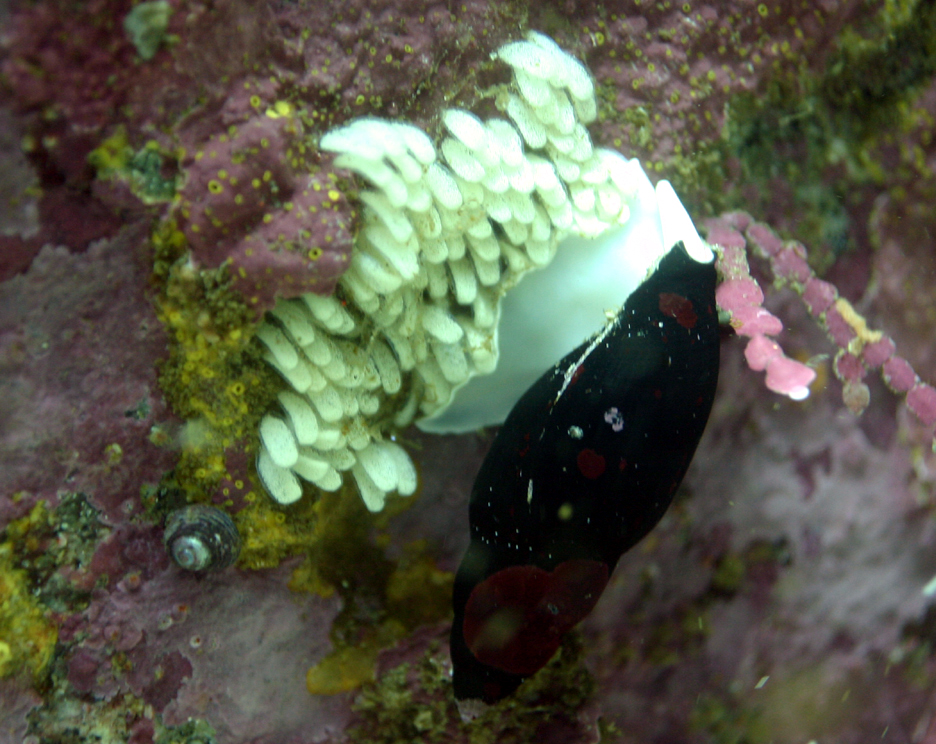